# Mogroside

Mogrosid V (Esgosid), Hauptvertreter der Stoffgruppe

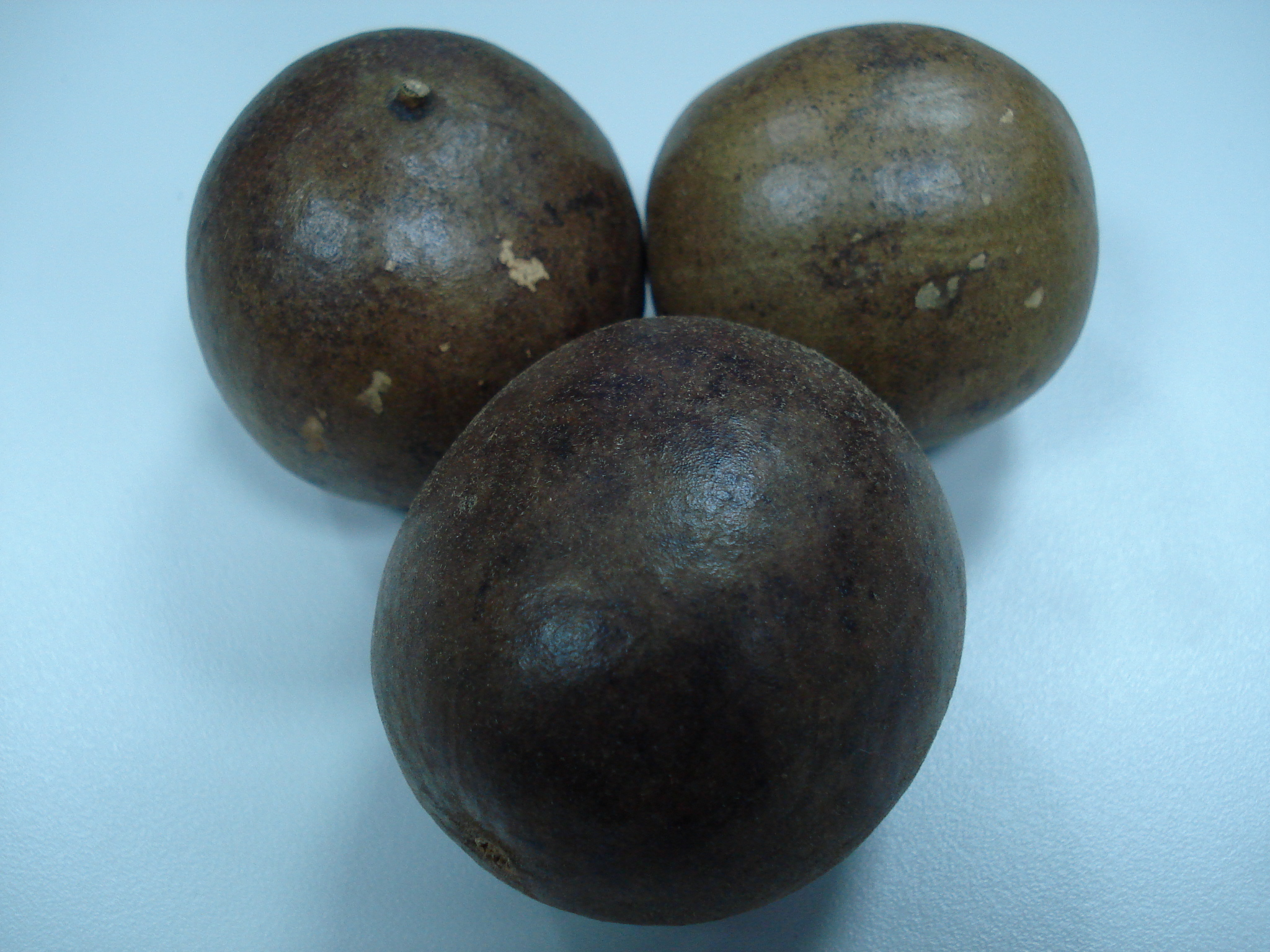
Mönchsfrucht

Mogroside sind natürliche Süßstoffe, die aus verschiedenen Kürbisgewächsen und der Mönchsfrucht gewonnen werden können. Letztere wird zur kommerziellen Extraktion der Mogroside verwendet.
Die Mogroside umfassen eine Reihe strukturverwandter Substanzen, die Glycoside des Mogrol darstellen: 
- Mogrosid II A1
- Mogrosid II B
- 7-Oxomogrosid II E
- 11-Oxomogrosid II A1
- Mogrosid III A2
- 11-Deoxymogrosid III
- 11-Oxomogrosid IV A
- Mogrosid V
- 7-Oxomogrosid V
- 11-Oxomogrosid V
- Mogrosid VI

Die Substanzen zählen chemisch zu den Triterpensaponinen und sind mit den Cucurbitacinen verwandt. Die pflanzliche Biosynthese nutzt mindestens fünf Enzymfamilien: Squalenepoxidasen, Triterpenoidsynthasen, Epoxidhydrolasen, Cytochrom-p450-Enzyme und UDP-Glucosyltransferasen.
Mogrosid V (Esgosid) hat eine Süßkraft von 250.